# 大島久滿次
大島久滿次（おおしま くまじ，1865年12月10日—1918年4月27日），日本東海道尾張國（今愛知縣）人，臺灣總督府民政部民政長官、神奈川縣知事、眾議院議員。

## 生平
慶應元年十月二十三日（1865年12月10日）生於東海道尾張國（今愛知縣），原名永井久滿，為豪農永井匡威五子，後為一等警視大島正人收養。明治二十一年（1888年）大島畢業於帝國大學法科大學英法科，任眾議院書記官。二十二年（1889年）5月通過高等文官試驗以內閣法制局參事官試用，後轉為正任。二十七年（1894年）3月改姓大島。
明治二十九年（1896年）調任臺灣總督府，三十年（1897年）11月1日任民政局（後為民政部）法務課長，任內制訂《匪徒刑罰令》。三十四年（1901年）11月11日民政部警察本署成立，大島就任首任警視總長。三十五年（1902年）5月25日在斗六廳舉行的匪徒歸順儀式上，指示斗六廳長荒賀直順與警務課長岩元知殺害歸順匪徒265人，史稱「歸順會場事變」。三十八年（1905年）8月2日與大島同為內閣法制局出身的民政部總務局長石塚英藏調離後，成為民政部內抗衡後藤新平的勢力領袖。四十年（1907年）4月1日兼任民政部總務局長至四十一年（1908年）7月23日。
明治四十一年（1908年）5月30日升任民政部民政長官，同年12月5日兼任鐵道部長，四十二年（1909年）10月25日再兼任土木部長。四十三年（1910年）大島因收受林本源製糖株式會社賄賂，而於7月22日卸任土木部長，27日被迫解除所有職務。
後被同屬立憲政友會的內務大臣原敬於明治四十五年（1912年）1月12日任命為神奈川縣知事，在知事任內因當時立憲同志會在橫濱市有很大的勢力，大島與神奈川縣議會發生激烈對立，大正三年（1914年）4月28日被立憲同志會支持的內務大臣大隈重信免職。四年（1915年）3月25日在第十二屆眾議院議員總選舉中於愛知縣郡部選區代表立憲政友會競選並當選，六年（1917年）4月20日在第十三屆眾議院議員總選舉中再次當選，七年（1918年）4月27日於任內去世。